# 安田幹男
安田 幹男（やすだ みきお、1982年11月5日 - ）は、日本の元プロボクサー。大阪府東大阪市出身。第64代日本バンタム級王者。六島ボクシングジム所属。

## 来歴
不動産業を営むボクシングファンの父の勧めで15歳よりボクシングを始める。
エディタウンゼントジム所属として2000年5月17日デビュー。
7月28日、2戦目を1回KOで初勝利。
2003年2月16日、初の8回戦で日高良市に判定負けを喫して一度引退し、富山市で就職、そして結婚した。
しかし、2005年に六島ジム所属として復帰し、4月9日の復帰第1戦を3回TKO勝ちを収める。
2009年9月30日、大阪府立体育会館での名城信男 vs ウーゴ・カサレスの世界戦の前座として元WBC世界フライ級王者メッグン・シンスラットと対戦して2回TKO勝ち。
2010年3月7日、敵地名古屋で大場浩平が返上して空位となった日本バンタム級王座決定戦を児玉卓郎と争い、2回TKO勝ちを収め王座を獲得。
2010年6月20日、山中慎介と対戦も、7回TKO負けを喫し初防衛に失敗、王座から陥落した。
2010年11月10日、大阪府の住吉区民センターでラファエル・パンガリブアンと対戦し、1回1分32秒KO勝ちを収めた。
2011年5月28日、住吉区民センターでマノブノイ・シンマナサックと対戦し、2回2分24秒KO勝ちを収めた。
その後現役を引退し、焼き鳥屋を開業した。

## 戦績
- 25戦 18勝 15KO 5敗 2分

## 獲得タイトル
- 第64代日本バンタム級王座(防衛0)